# Gloria (czasopismo)
Gloria – chorwackie czasopismo kobiece. Jest najlepiej sprzedającym się tygodnikiem w Chorwacji. Jego nakład wynosi ok. 100 tys. egzemplarzy.
Tygodnik został zapoczątkowany w 1994 roku.